# Биттерейндеры

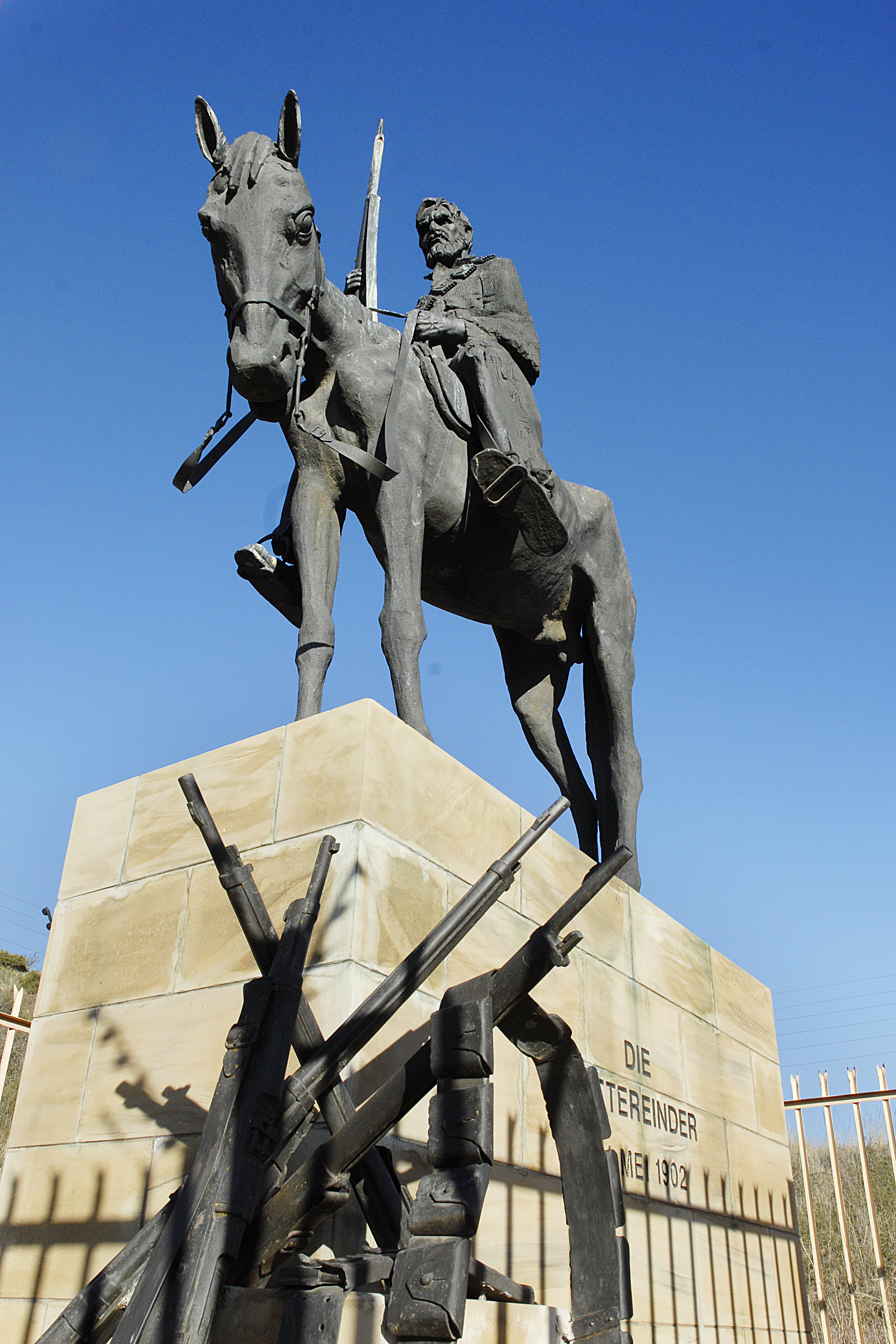
Памятник биттерейндерам (Die Bittereinder) в Блумфонтейнском Женском Мемориале

Биттерейндеры (африк. Bittereinders) — группировка бурских партизан, сопротивлявшихся силам Британской империи на более поздних этапах Второй англо-бурской войны.

## История
К сентябрю 1900 года обычные вооруженные силы Южно-Африканской Республики и Оранжевого Свободного Государства были в значительной степени разгромлены британской армией. Остатки бурского правительства решили начать партизанскую войну, чтобы попытаться заставить англичан отступить с их территорий. Поскольку стало ясно, что военная победа маловероятна, мнения среди партизан разделились между теми, кто хотел обеспечить мир путём переговоров, и теми, кто предпочитал сражаться до «горького конца» (африк. bitter eind). Решение продолжать борьбу было особенно мотивировано тем, что британские власти активно использовали концлагеря.
В более широком смысле слова биттерейндерами называли «партию войны» (фракцию внутри политической или военной группы, выступающей за ведение войны) или любую группу, не желающая ослаблять свой «боевой дух» и борющийся с англичанами до «горького конца».